# Henry de Gloucester
Pour les articles homonymes, voir Henry, duc de Gloucester.
Le prince Henry William Frederick Albert du Royaume-Uni, duc de Gloucester, né le 31 mars 1900 à York Cottage et mort le 10 juin 1974 au manoir de Barnwell (Northamptonshire), duc de Gloucester et comte d'Ulster, est un membre de la famille royale britannique, frère cadet des rois Édouard VIII et George VI, et oncle de la reine Élisabeth II.

## Biographie

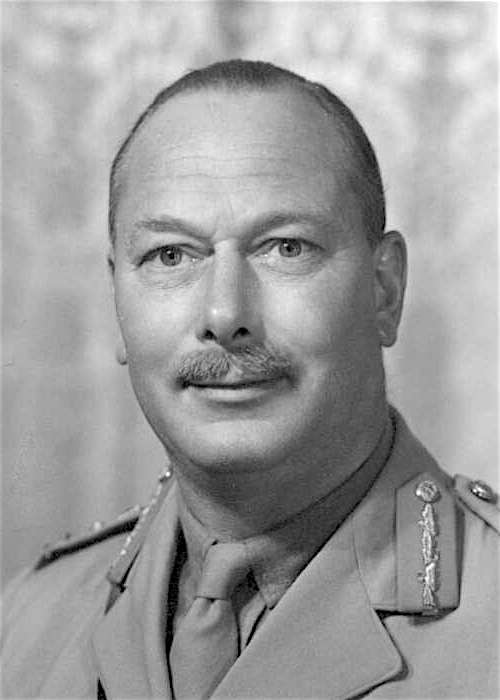
Le prince Henry de Gloucester en 1946.

Né à Sandringham dans le Norfolk, il est le quatrième enfant et le troisième fils du roi George V du Royaume-Uni et de la reine Mary, née princesse Marie de Teck. Le prince Henry est le douzième gouverneur général d'Australie de 1945 à 1947. En 1955, il reçoit le grade honorifique de field marshal et en 1958 celui de marshal of the Royal Air Force.
Il est le président de la Royal Alexandra and Albert School (dans le Surrey) et le parrain de la London Playing Fields Foundation. 
Dernier survivant des enfants de George V et Mary de Teck, il meurt en 1974 à son domicile de Barnwell Manor, près de la ville de Oundle dans le Northamptonshire. Il est inhumé au cimetière royal de Frogmore où repose déjà son fils aîné William.

## Mariage et descendance
Le 6 novembre 1935, il épouse Lady Alice Montagu-Douglas-Scott qui entrera dans l'histoire comme la doyenne de la famille royale britannique (morte à plus de 102 ans). Le couple a eu deux fils : le prince William de Gloucester, né le 18 décembre 1941 et mort dans un accident d'avion le 28 août 1972, et le prince Richard de Gloucester, né le 26 août 1944, actuel duc de Gloucester.

## Titulature
- Son Altesse Royale le prince Henry d'York (1900-1901)
- Son Altesse Royale le prince Henry de Cornouailles et d'York (1901-1901)
- Son Altesse Royale le prince Henry de Galles (1901-1910)
- Son Altesse Royale le prince Henry (1910-1928)
- Son Altesse Royale le duc de Gloucester (1928-1974)

## Dans la fiction
Dans la série télévisée The Crown (2016), son rôle est interprété par Andy Sanderson.